# Lokveni
Lokveni (macedónul: Локвени) település Észak-Macedóniában, a Pelagonijai körzet Dolneni járásában.

## Népesség
| Lakosok száma | 186  | 209  | 259  | 223  | 230  | 208  | 191  | 178  | 144  |
|               | 1948 | 1953 | 1961 | 1971 | 1981 | 1991 | 1994 | 2002 | 2021 |

2002-ben 178 lakosa volt, akik közül 143 bosnyák, 28 macedón, 6 cigány és 1 egyéb.